# 마나스 국제공항
마나스 국제공항(키르기스어: Манас эл аралык аэропорту)은 키르기스스탄 비슈케크에 있는 국제공항이다. 공항의 명칭은 옛부터 키르기스스탄에 전해지는 민족 서사시 마나스에서 유래한다. 마나스 국제공항에는 2001년 12월에 국제 연합의 승인에 따라 아프가니스탄에서 테러와의 전쟁 지원의 거점으로서 마나스 미 공군 기지가 설치되어 천여명의 미군 부대가 주둔하고 있다. 키르기스스탄 의회는 2009년 2월 이후 미군에 의한 마나스 공군 기지의 사용을 인정하지 않는 것을 가결했지만, 2009년 6월에 계속 사용하기로 합의했다.

## 재개발
마나스 국제공항의 재건축은 2025년 3월 7일에 시작되어 인프라의 주요 현대화가 시작되었다. 터미널 단지는 38,919제곱미터에서 56,919제곱미터로 확장되고 18,000제곱미터가 더 추가된다. 리노베이션에는 체크인 카운터 수 증가, 대기 공간 확장, 승객의 편안함을 높이기 위한 현대적인 라운지 및 식사 구역 생성이 포함된다. 또한 공항의 운영 효율성과 서비스 품질을 개선하기 위한 새로운 기술 솔루션이 구현된다. 현대화의 주요 특징은 지붕이 있는 스카이워크를 건설하여 주요 공항 건물을 연결하고 날씨 보호를 제공하며 터미널 간 더 빠른 이동을 촉진하는 것이다.

## 운항 노선

### 국내선
| 항공사        | 목적지 |
| ------------- | ------ |
| 테즈젯 항공   | 오시   |
| 아비아 트래픽 | 오시   |

### 국제선
| 항공사        | 목적지 |
| ------------- | --- |
| 아비아 트래픽 | 이스탄불(아르부나코이), 카잔, 상트페테부르크, 모스크바(도모데도보), 크라스노다르, 그로즈니, 노보시비르스크 |
| 소몬에어      | 두샨베 |
| 우랄 항공     | 모스크바 (도모데도보), 예가테린부르크, 모스크바 (주콥스키)                                                 |
| 아에로플로트  | 모스크바(셰레메티예보)                                                                                     |
| 에어 아라비아 | 샤르자 |
| 플라이 두바이 | 두바이 |
| 터키항공      | 이스탄불(아르부나코이)                                                                                     |
| 인디고 항공   | 델리 |
| 쓰촨 항공     | 전세편: 청두                                                                                               |
| 룽에어        | 전세편: 시안                                                                                               |
| 티웨이 항공   | 인천 국제 공항                                                                                             |

### 화물노선
| 항공사        | 목적지                                                          |
| ------------- | --------------------------------------------------------------- |
| 터키항공 카고 | 광저우, 이스탄불 (아타튀르크), 선전, 상하이 (푸둥), 서울 (인천) |
| YTO 카고 항공 | 스자좡                                                          |
| SF 항공       | 우루무치                                                        |
| 실크웨이 항공 | 바쿠                                                            |